# Ridolini a Sing-Sing
Ridolini a Sing-Sing (The Star Boarder) è un cortometraggio muto del 1919 diretto da Larry Semon (con il nome Lawrence Semon).
Segna il debutto cinematografico, in un piccolo ruolo, di Norma Shearer.

## Trama
Ridolini viene arrestato e portato nella prigione di Sing Sing, tuttavia egli viene presto rilasciato dal direttore per i continui pasticci che combina e per una torta presa in pieno viso. Accompagnato dalla sua scimmietta, Ridolini si avvia fuori dal carcere e si bacia con la figlia della guardia, ma viene pestato e gettato via. In piena libertà, ora Ridolini può tornare a fare ciò in cui è un esperto senza confine: rapinare la povera gente come faceva prima di venire catturato. Egli ferma un conducente e gli ruba i soldi, tuttavia per un equivoco l'uomo viene scambiato dalla polizia per il bandito e subito arrestato. Ridolini allora si rende conto di aver commesso un'azione turpe e cerca di sbarazzarsi del denaro, persino consegnandolo ad un poliziotto, ma con il risultato di essere scambiato per un malato di mente. Il caso vuole che un bandito identico a Ridolini: Little Joe, evada dallo stesso carcere ove era stato poco prima congedato Ridolini e così Joe lo agguanta e gli deruba le vesti per scambiarle con la divisa da prigioniero. Quando la polizia giunge sul posto arresta il povero Ridolini, mentre Joe se la da a gambe, per poi ritornare a Sing Sing per divertirsi un po' con le guardie mediante degli scambi esilaranti di persona con Ridolini.

## Produzione
Il film fu prodotto dalla Vitagraph Company of America (come Big V Special Comedies).

## Distribuzione
Distribuito dalla Vitagraph Company of America e presentato da Albert E. Smith, il film - un cortometraggio in due bobine - uscì nelle sale cinematografiche statunitensi il 26 maggio 1919 con il titolo originale The Star Boarder.
Venne trasmesso in televisione con il titolo Larry Semon at Sing Sing.